# Меледзис, Спирос
Спи́рос Меледзи́с (греч. Σπύρος Μελετζής; 20 января 1906, Айии-Теодори, Имброс, Османская империя — 14 ноября 2003, Афины, Греция) — греческий фотограф, известный в Греции и как фотограф Греческого Сопротивления 1941—1944 гг..

## Биография
Родился 20 января 1906 года в селе Айии-Теодори на острове Имброс в бедной семье. После смерти отца, скончавшегося в период эпидемии гриппа 1919 года, Меледзис, будучи старшим из шести братьев, в 13-летнем возрасте начал свою трудовую деятельность.
В 1923 году, после заключения Лозанноского мирного договора, когда острова Имброс и Тенедос, населённые преимущественно греками, в силу близости к проливу Дарданеллы, были оставлены за Турцией, Меледзис, в 17-летнем возрасте, при начавшемся греко-турецком обмене населением, принял решение покинуть родину и перебраться в близлежащий греческий город Александруполис, где начал работать сначала служащим, а затем в фото-ателье Панайоту, который приходился ему родственником.
Этапом в его жизни стала фотография «Лодки на побережье Александруполиса», которая получила первую премию на выставке в городе Фессалоники в 1924 году.
В 1927 г. Меледзис перебрался в Афины, где учился искусству фотографии у Георгиоса Букаса (Γεώργιος Μπούκας), фотографа королевской семьи. 1937 год Меледзис провёл фотографируя греческую провинцию Эпир.

## Национальное Сопротивление 1941—1944
В годы тройной, германо-итало-болгарской, оккупации Меледзис последовал за партизанами и работал в регионах Пелопоннес, Эвритания (Средняя Греция) и Фессалия. Меледзис именуется сегодня фотографом Национального сопротивления.
Хотя фотографией Меледзис был занят с молодости, работы которые сделали его известным и утвердили среди фотографов страны — это работы, где он своим объективом запечатлел оккупацию и Сопротивление.
Немецкий флаг над Акрополем, люди умирающие от голода на улицах Афин, партизаны в горах Греции и Освобождение — темы его фотографий, которые отличаются не только своим историческим значением, но и высокой эстетикой.
В начале 1942 года Меледзис находился на горе Олимп, в селе Кариес, где фотографировал партизанские отряды и офицеров Народно-освободительной армии Греции (ЭЛАС).
В августе и сентябре 1942 года Меледзис отравляется по заданию Национально-освободительного фронта Греции (ЭАМ) на Пелопоннес, с целью доставки продовольствия в голодающую столицу.
В феврале 1944 года Меледзис получает записку от политбюро КПГ (Коммунистическая партия Греции) «прибыть в Свободную Грецию». «Сокол», как был его псевдоним, прибыл в Виниани в Эвритании имея при себе свой фотоаппарат и 332 фильма.
Здесь, в освобождённых партизанами регионах Греции, он запечатлел кроме прочего и командующих Ариса Велухиотиса и генерала Стефаноса Сарафиса.
Освобождение Афин 12 октября 1944 года Меледзис встретил в горах Средней Греции.

## Декабрь 1944 года и гражданская война 1946—1949 гг
В ноябре 1944 года, месяц после Освобождения и за несколько дней до декабрьских событий, на улице Кораи (Οδός Κοραή), в центре Афин, стояли очереди людей ожидающих увидеть выставку фотографий Меледзиса. Выставка состоялась по указанию руководства КПГ и включала в себя фотографии партизан Народно-освободительной армии Греции (ЭЛАС), членов Правительства гор, общественных организаций и ЭПОН (Национальная Всегреческая организация молодёжи). Это были фотографии по ещё свежим событиям.
Выставка была свёрнута с началом Декабрьских боёв 1944 года, между соединениями ЭЛАС с одной стороны и британскими войсками, при поддержке правых греческих формирований с другой.
Меледзис попытался фотографировать бои за Афины между ЭЛАС и англичанами, но был арестован с фотоаппаратом в руках и отправлен англичанами в ссылку в Египет, где жил до 1947 года. По возвращении в Афины, Меледзис безуспешно пытался узнать о судьбе экспонатов декабрьской выставки 1944 года.
Эти работы Меледзис считал потерянными. Только в 1988 году стало известно о их существовании. Фотографии той выставки были обнаружены после смерти гравера Тасоса в 1985 году его женой Лукиа Магиору в мастерской гравера и были переданы в Музей Бенаки.
Сам Меледзис в июле 1945 г. спрятал (закопал) в своём доме около 2200 фильмов и только через 30 лет решился опубликовать их. Эти фотографии вошли в его первую книгу-альбом «С партизанами в горах»

## Послевоенные работы
В 1948 г. Меледзис фотографирует город Александруполис и остров Самотраки расположенный напротив его родины, острова Имброс.
В силу его левых убеждений и участия в Сопротивлении, Меледзис встречал трудности в трудоустройстве в первые годы после окончания гражданской войны 1946—1949 гг.
Меледзис фотографирует археологические площадки и музеи, но уже в 50-х годах фотографирует политиков Караманлис, Константинос, Раллис, Георгиос, Папандреу, Георгиос, архиепископа Макариос, своего земляка — имбриота архиепископа Америки Якова и др.
В 1953 г. работы Меледзиса были отмечены на выставках в городах Рочестер, Бирмингем, Буэнос-Айрес.
С 1955 г. по 1957 г. по контракту с министерством транспорта и строительства, Меледзис фотографирует строительные площадки от Пелопоннеса до Фракии.

## Выставки
Первая послевоенная выставка Меледзиса состоялась в испанском городе Валенсиа. Эта же выставка, организованная Музеем современного искусства Валенсии в сотрудничестве с Музеем фотографии города Фессалоники, состоялась в 2008 г., через 5 лет после смерти Меледзиса в Афинах и Фессалоники. Выставка прошла под заголовком «Спирос Меледзис. Сопротивление в горах 1942—1944» и включала 190 фотографий напечатанных самим Меледзисом в период 1942—1944 гг. и некоторые фотографии 1944 г. и 70-х годов.

## Книги и альбомы
- С партизанами в горах -Με τους αντάρτες στα βουνά, Σπύρος Μελετζής, 1974.
- Имброс, фотографический альбом — Ίμβρος, Φωτογραφικό λεύκωμα για την Ίμβρο, Σπύρος Μελετζής, Ελένη Αιματίδου-Αργυρίου, Σύλλογος Ιμβρίων Αθηνών, Αθήνα, 1997.
- Итака, глазами Спироса Меледзиса -Ιθάκη με τη ματιά του Σπύρου Μελετζή, Οδύσσεια Δίκτυο, Δήμος Ιθάκης, 2001.
- Фотографируя ном Теспротия -Φωτογραφίζοντας την Θεσπρωτία, Τοπική Έκδοση Δήμου και Κοινοτήτων Ν. Θεσπρωτίας, 2004.
- Фракия, из архива Спироса Меледзиса — Θράκη από το αρχείο του Σπύρου Μελετζή, κείμενο Νίνα Κασσιανού, Έκδοση Περιφέρειας Ανατολικής Μακεδονίας και Θράκης, Εθνολογικό Μουσείο Θράκης, Εκδόσεις Καστανιώτη, ISBN 960-03-4116-8, 2005.